# Franklin Ø
Franklin Ø (deutsch Franklin-Insel, englisch Franklin Island) ist eine grönländische Insel im Distrikt Qaanaaq in der Avannaata Kommunia.

## Geografie
Franklin Ø ist eine von drei Inseln im Kennedy-Kanal, einem Teil der Nares-Straße, die sich zwischen der kanadischen Ellesmere Island und Grönland erstreckt. Die beiden anderen Inseln sind Crozier Ø und die zwischen Kanada und Grönland geteilte Hans-Insel. Die unbewohnte, vegetationslose Insel ist die größte der drei Inseln und liegt etwa 5 Kilometer nördlich vor dem grönländischen Festland (Kap Constitution). Sie ist etwa 9,8 × 4,7 km groß. Die relativ flache Insel fällt an den Küsten steil ab. Auf der Südostseite erhebt sie sich allerdings bis zu einer Höhe von 215 Metern.[Beleg?]

## Geschichte
Die Insel wurde von Elisha Kent Kane im Juni 1854 gesichtet und nach dem britischen Polarforscher John Franklin (1786–1847) benannt.